# Diocesi di Terenuti
La diocesi di Terenuti (in latino Dioecesis Terenuthitana) è una sede soppressa e sede titolare della Chiesa cattolica.

## Storia
Terenuti, identificabile con Tarrana nel governatorato di al-Manufiyya, è un'antica sede episcopale della provincia romana dell'Egitto Primo nella diocesi civile d'Egitto, ed era suffraganea del patriarcato di Alessandria.
La sede è menzionata dal Le Quien, nell'opera Oriens Christianus, nella provincia della Tebaide Seconda.
Sono quattro i vescovi ortodossi noti di quest'antica diocesi egiziana, che fu eretta probabilmente all'epoca dell'arcivescovo Teofilo (385-412). Il primo vescovo è Arsinteo (o Arsinzio), menzionato nella lettera festale di Teofilo del 404. In seguito è noto il vescovo Eulogio, che partecipò al concilio di Efeso del 431, dove prese le difese del proprio patriarca Cirillo di Alessandria.
Altri due vescovi, Giovanni e Pietro, sono documentati rispettivamente nel 689 e nel 743 circa.
Dal XX secolo Terenuti è annoverata tra le sedi vescovili titolari della Chiesa cattolica; la sede è vacante dal 13 dicembre 1973.

## Cronotassi

### Vescovi residenti
- Arsinzio † (menzionato nel 404)
- Eulogio † (menzionato nel 431)
- Giovanni † (menzionato nel 689)
- Pietro † (menzionato nel 743 circa)

### Vescovi titolari
- Isidore-Marie-Victor Douceré, S.M. † (22 marzo 1904 - 12 maggio 1939 deceduto)
- Blasius Sigibald Kurz, O.F.M. † (11 luglio 1939 - 13 dicembre 1973 deceduto)